# Henri Tournan
Henri Tournan, né le 22 décembre 1915 à Paris 15e et mort à Paris 14e le 25 février 2010, est un homme politique français.

## Biographie

### Jeunesse et études
Il est le fils d'Isidore Tournan, sénateur du Gers de 1924 à 1939. Il effectue ses études secondaires au Lycée Buffon, puis s'inscrit à la faculté de droit de Paris. Parallèlement, il suit des cours à l'École libre des sciences politiques. Il obtient un doctorat en droit.

### Parcours professionnel
En 1941, il devient rédacteur à l'administration centrale des finances, puis administrateur civil cinq ans plus tard. Il est entre 1956 et 1967 chargé de mission au cabinet de Paul Ramadier, alors ministre des affaires économiques et financières. Il exerce ensuite les fonctions de contrôleur d'État auprès de la mission de contrôle économique et financier des Charbonnages de France.
Il s'investit également dans la vie politique locale. Il est conseiller général du canton de Lombez de 1945 à 1949, puis de 1973 à 1985. Il est maire de Montadet de 1947 à 1983. Il adhère au Parti socialiste.
En 1962, il est élu sénateur du Gers. Il est réélu en 1971. Il siège à la Commission des Affaires économiques et du plan de 1962 à 1968, puis à la Commission des Finances. Il en est vice-président entre 1974 et 1980. Il rédige un rapport sur le projet de loi portant approbation de l'accord de commerce franco-japonais signé à Paris le 14 mai 1963, qui lui vaut des commentaires élogieux. Il intervient notamment en séance publique sur les sujets de la fixation des tarifs douaniers, du régime bancaire ou encore de la politique du logement et de l'urbanisme.
Il fait partie d'une commission d'enquête parlementaire sur les conditions de construction du marché de Paris-La Villette, en 1970. Il est également président de la commission spéciale chargée de vérifier et d'apurer les comptes du Sénat, de 1974 à 1980.
À l'occasion de la discussion sur le projet de loi de finances rectificative pour 1977, il dénonce le Plan Barre, qui n'atteint pas selon lui les objectifs fixés en matière de lutte contre le chômage et contre l'inflation. Il remarque que ce plan provoque une stagnation du pouvoir d'achat néfaste aux catégories sociales les plus défavorisées. Il préconise une politique économique fondée sur le Programme commun, prescrivant notamment des nationalisations, une planification sociale dans le cadre de l'économie de marché et une réforme fiscale. 
Il vote la loi portant réforme des régimes matrimoniaux (1965), la loi Neuwirth sur la régulation des naissances (1967), la loi fixant la majorité à 18 ans (1974), la loi Veil sur l'interruption volontaire de grossesse (1975), et la loi sur la réforme du divorce (1975). Il se montre hostile à la politique d'aménagement du territoire menée sous Valéry Giscard d'Estaing qui, selon lui, marginalise les zones à dominante rurale. Il se prononce donc contre la loi portant création des régions en 1972.
Il perd en septembre 1980, devancé par un sénateur sortant socialiste et dissident, Abel Sempé, et par Marc Castex, maire divers droite de Vic-Fezensac. 
Henri Tournan demeure maire de Montadet jusqu'en 1983, puis il se retire de la vie politique. L'année suivante, il est élevé au grade d'officier de la Légion d'honneur.
Il meurt à l'âge de 94 ans.

## Détail des fonctions et des mandats
Mandats parlementaires
- 23 septembre 1962 - 26 septembre 1971 : Sénateur du Gers
- 26 septembre 1971 - 1er octobre 1980 : Sénateur du Gers